# 아카오 빈

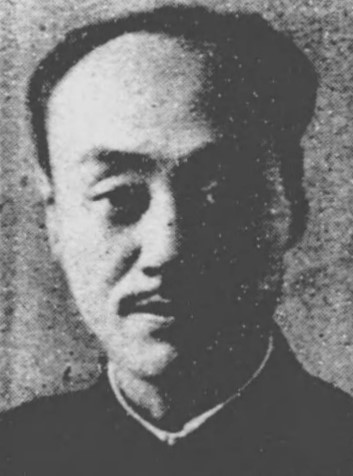

아카오 빈(赤尾 敏, あかお びん, 1899년 1월 15일 - 1990년 2월 6일)은 일본의 정치인, 우익 운동가이다.
젊은 시절에는 사회주의에 경도되어 공동농장의 운영을 맡고 좌익 농민 운동가로 활동하기도 하였으나, 옥중에서 우익으로 전향하고 1926년 메이데이에 대항하기 위해 "건국제"(建国祭)를 기획하며 이름을 알렸다. 1942년 익찬선거에서 중의원에 당선되었다.
패전 이후 GHQ에 의해 공직추방당했다. 조치가 해제된 뒤 1951년 우익 정당인 대일본애국당(大日本愛国党)을 조직하여 매번 총선거에 출마했으나 당선에 성공한 적은 없다. 1960년 야마구치 오토야에 의한 아사누마 이네지로 암살 사건과 고모리 가즈타카의 시마나카 사건의 배후로 의심받아 재판을 받기도 했다. 선거운동 중에는 차에 깃발을 내걸고 길거리 연설을 하는 방식을 취하였는데 이것이 일본 군소 우익단체들 특유의 "가선차"(街宣車) 문화의 시초라고 여겨진다. 1990년 91세의 나이에 심부전으로 사망했다.

## 같이 보기
- 대일본애국당
- 야마구치 오토야
- 미시마 유키오
- 고모리 가즈타카